# Hermann Biggs

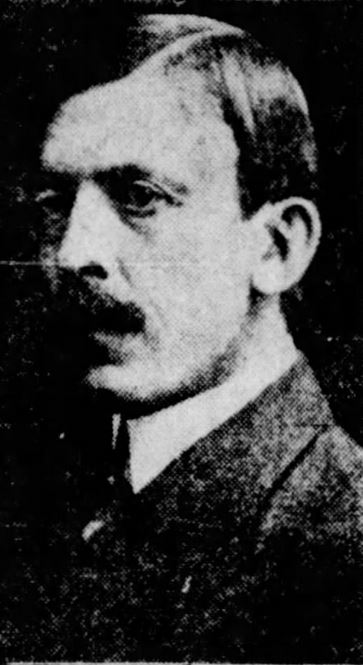
Hermann Biggs

Hermann Michael Biggs (* 29. September 1859 in Trumansburg, New York; † 28. Juni 1923 in New York City) war ein US-amerikanischer Arzt, der als Pionier der Bakteriologie und als Schüler von Robert Koch in der öffentlichen Gesundheitspflege in New York wirkte.

## Leben
Biggs, der trotz seines deutschen Vornamens von englischen Einwanderern abstammt, studierte an der Cornell University mit dem Bachelor-Abschluss 1882 und gleichzeitig Medizin am Bellevue Hospital Medical College (dem Universitätskrankenhaus der New York University), an dem er 1883 seinen M.D. erhielt. Danach war er House Surgeon am Bellevue Hospital und studierte an der Universität Greifswald und bei Robert Koch in Berlin. Schon in seiner Abschlussarbeit in Cornell zitierte er Kochs Entdeckung des Erregers der Tuberkulose. 1887 wies er den Choleraerreger bei Einwanderern auf der S.S. Britannia nach. Seine Expertise kam auch zum Einsatz, als 1892 die Cholera von Hamburg nach New York eingeschleppt wurde und der Hafen zeitweise geschlossen wurde. 1885 wurde er Professor für Pathologie und 1897 Professor für Therapie und klinische Medizin an der New York University. 1892 bis 1901 war Biggs Pathologe und Direktor der auf seine Initiative neu eingerichteten bakteriologischen Laboratorien des New York Department of Health und 1902 bis 1913, als er den Posten aufgab, deren General Medical Officer, während er gleichzeitig die Labore weiter leitete. Außerdem war er bei dessen Gründung 1901 Direktor des Rockefeller Institute for Medical Research. 1913 leitete er eine Kommission, die den Zustand der öffentlichen Gesundheit im Staat New York feststellen und eine entsprechende Gesetzgebung auf den Weg bringen sollte, die dem Staat dieselben hohen Standards wie zuvor der Stadt New York sichern sollte. 1914 wurde Biggs State Commissioner für Gesundheit des Staates New York.
Ab 1894 setzte er sich dafür ein, dass Tuberkulose in New York meldepflichtig wurde, was aber auf Widerstand stieß und erst 1897 umgesetzt wurde. Es dauerte noch bis 1900, bis auch letzte Widerstände bei hartnäckigen Ärzten überwunden wurden. Für den Unterricht erkrankter Kinder setzte er die ersten Schulschwestern im öffentlichen Gesundheitssystem einer amerikanischen Großstadt ein. 1922 war er einer der ersten medizinischen Experten, die regelmäßig im Rundfunk sprachen (beim Sender WGY in Schenectady). 1897 trug er wesentlich dazu bei, eine Typhusepidemie in New York einzugrenzen.
Er ist einer der 23 ursprünglichen Namen auf dem Fries der London School of Hygiene and Tropical Medicine, die Personen aufführen, die sich um öffentliche Gesundheit und Tropenmedizin verdient gemacht haben.
Für seine Verdienste in präventiver Medizin wurde er 1920 vom spanischen König zum Ritter geschlagen und im selben Jahr wurde er medizinischer Direktor des Dachverbandes der Rotkreuz-Gesellschaften in Genf.

## Schriften
- The Administrative Control of Tuberculosis. 1904.
- mit C. E. A. Winslow: An Ideal Health Department. 1913.